# Зуевцы (Полтавская область)
Зуевцы́ (укр. Зуївці) — село, Зуевецкий сельский совет, Миргородский район, Полтавская область, Украина.
Код КОАТУУ — 5323282401. Население по переписи 2001 года составляло 1307 человек.
Является административным центром Зуевецкого сельского совета, в который не входят другие населённые пункты.

## Географическое положение
Село Зуевцы находится на левом берегу реки Хорол, ниже по течению на расстоянии в 2 км расположено село Черевки, на противоположном берегу — пгт Камышня. По селу протекает пересыхающий ручей с запрудой. Река в этом месте извилистая, образует лиманы, старицы и заболоченные озёра.

## История
В середине XVIII века селом владел миргородский полковник Василий Капнист.
В Центральном Государственном Историческом Архиве Украины в городе Киеве есть документы православной церкви за 1750—1792 год.
Село указано на подробной карте Российской Империи и близлежащих заграничных владений 1816 года.

## Экономика
- Молочно-товарная ферма.
- «Зуевцы», ООО.

## Объекты социальной сферы
- Школа.
- Дом культуры.

## Религия
- Свято-Вознесенский храм, построен в 1884 году, в 1937 практически разрушен, в 1992 году восстановлен, в 1993 году полностью сгорел.

## Известные люди
- В селе родился Герой Советского Союза Алексей Мищенко.
- Анатолий Фёдорович Цыб (1934—2013) — доктор медицинских наук, профессор, академик РАМН, директор НИИ медицинской радиологии.